# Volando
Volando (em latim: Volandum), Olana (em grego: Ολανή; romaniz.: Olané), que deve ser a abreviação de Olacana (em grego: Ολακανή, Olacané), Olacã (em armênio: Ոլական; romaniz.: Ołakan) e Olcã (em armênio: Ոլկան; romaniz.: Ołkan) era a principal fortaleza da família Mamicônio e estava situada no distrito de Taraunitis, na margem do rio Eufrates-Arsânias (o atual Murade), a leste de Astisata. Seu nome grego provém de Estrabão, enquanto a forma latina vem de Tácito. Moisés de Corene alegou que foi originalmente posse da família Selcúnio, mas foi tomada pelos Mamicônios no tempo de Tiridates III (r. 298–330), porém esta é a única fonte que menciona tal transferência. Em 450/1, foi destruída por tropas do Império Sassânida no contexto da revolta de Vardanes II contra a autoridade do xainxá Isdigerdes II (r. 438–457).